# Лиственичный (Ханты-Мансийский автономный округ)
Лиственичный — посёлок в России, находится в Кондинском районе, Ханты-Мансийского автономного округа — Югры. Входит в состав сельского поселения Леуши.
Расположен на юго-восточном берегу озера Леушинский Туман.

## Население
| 2010 |
| ---- |
| 831  |

## Климат
Климат резко континентальный, зима суровая, с сильными ветрами и метелями, продолжающаяся пять-шесть месяцев. Лето относительно тёплое, но быстротечное.